# Bléré
Bléré is een gemeente in het Franse departement Indre-et-Loire (regio Centre-Val de Loire). De plaats maakt deel uit van het arrondissement Tours en van het gemeentelijk samenwerkingsverband Communauté de Communes Autour de Chenonceaux Bléré-Val de Cher. Bléré telde op 1 januari 2022 5.340 inwoners.

## Geschiedenis
De plaats is ontstaan bij een natuurlijke oversteekplaats over de Cher. Volgens Gregorius van Tours bouwde Brixius van Tours hier in de vijfde eeuw een kerk. Gregorius, die schreef in de zesde eeuw, noemde de plaats Briotreidis (Brivo Treide betekent in het Gallisch "aan de voet van de brug"). Hier zou dus al vroeg een brug hebben bestaan op de handelsweg tussen Poitiers en Amboise. Deze weg kruiste hier met de weg door de vallei van de Cher die naar Tours leidde. In 838 werd de eerste kerk verwoest door de Noormannen. Een nieuwe kerk gewijd aan de heilige Christoffel verrees op dezelfde plaats. In 1160 bouwde Hugues II d’Amboise als heer van Bléré een nieuwe stenen brug. In de dertiende eeuw kwam de naam Bléré in zwang. In 1449 gaf Pierre Bérard als heer van Bléré opdracht om een muur rond de stad te bouwen.
In de tweede helft van de negentiende eeuw kwam er industrie in Bléré langs de Cher. In 1866 werd een gasfabriek geopend, in 1871 het gemeentelijk slachthuis en in 1919 een metaalfabriek.

## Geografie
De oppervlakte van Bléré bedroeg op 1 januari 2022 30,8 vierkante kilometer; de bevolkingsdichtheid was toen 173,4 inwoners per km². Bléré ligt in de vallei van de Cher, op de zuidelijke oever van de rivier.

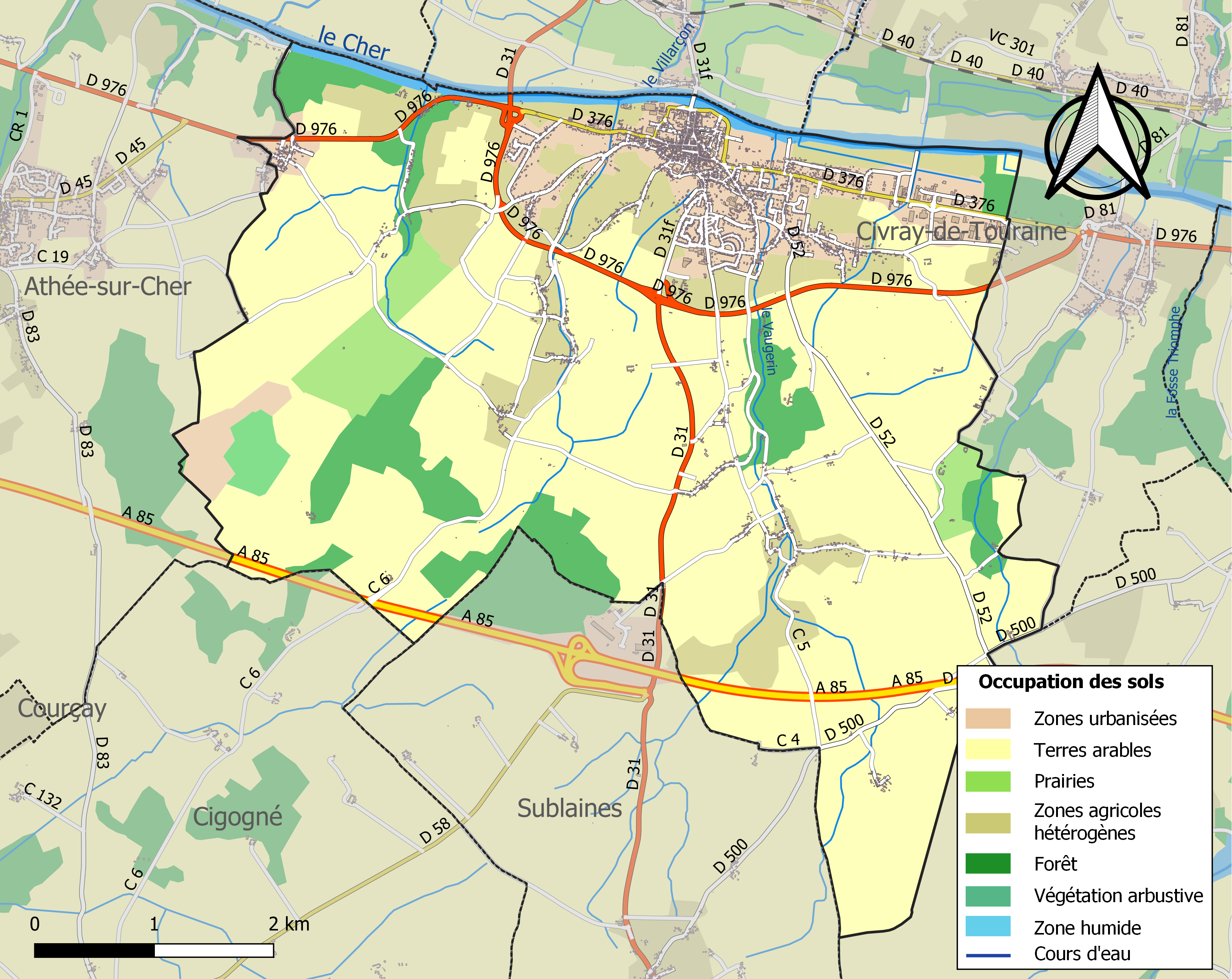
Kaart van de gemeente met belangrijkste infrastructuur, bodemgebruik en omliggende gemeenten

## Demografie
Onderstaande figuur toont het verloop van het inwonertal (bron: INSEE-tellingen).